# 罚球 (篮球)

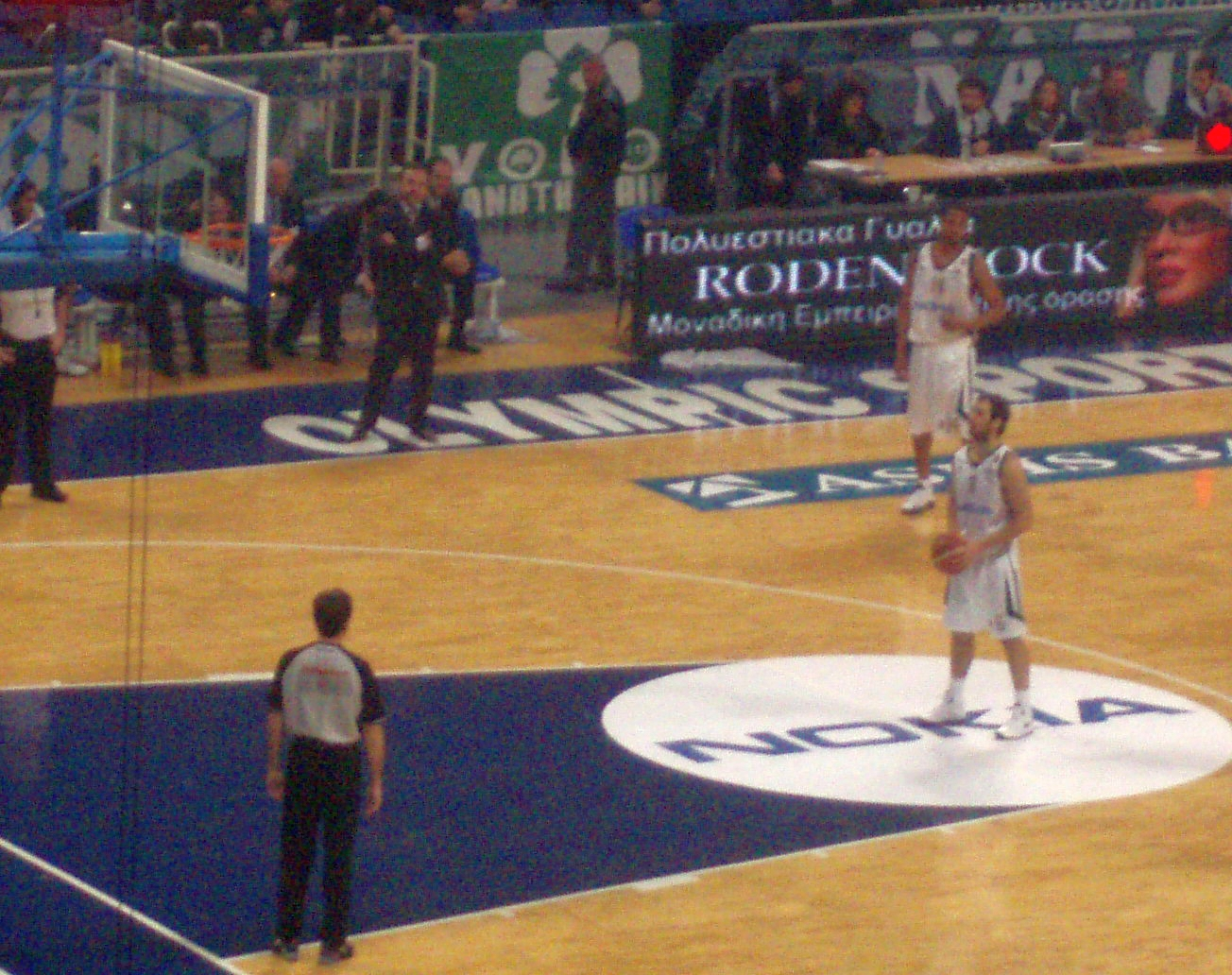
瓦斯里斯·斯潘諾里斯進行罰球

罚球（英語：Free Throw）是指在限制区域内进行投篮的得分方式，每投中一球便得一分。限制区域由罚球线和一个半圆组成，罚球线离篮球场底线5.8米。罚球往往是篮球比赛的关键，特别是最后时刻两队分差接近的时候。

## 判罚标准
當球員在進行得分動作時，裁判鳴哨認定對手犯规，則由該名被犯規者完成罰球。如果犯规是因違反運動員精神的技術犯規，获得罚球权的一方可以自由选择任一位球员罰球，且不管罰球命中於否，兩球罰完後還可繼續保有發球權。

### 命中率
由于罚球不允许其他球员干扰，罚球命中率一般都較高，大約在60%至80%左右，像雷吉·米勒、史蒂夫·纳什、史蒂芬·柯瑞等射手甚至會超过90%；当然也有像威尔特·张伯伦、沙奎尔·奥尼尔、霍華德的內線球員罰球命中率不及60%，表示罚球比一般的投篮要少將近一半的分数，于是有球队利用这一点刻意对罚球較差的球员犯规以追赶比分。例如針對歐尼爾的「駭客戰術」，在2000年总决赛被印第安那步行者队頻繁運用，当时步行者隊队员甚至把无奈的奥尼尔追赶到观众席上，后来NBA官方才針對此事件而规定球賽最后两分钟内不得对无持球球员犯规，否则将被判為技术犯规。